# Kieseritzky-Gambit
|   | a | b | c | d | e | f | g | h |   |
| 8 |   |   |   |   |   |   |   |   | 8 |
| 7 |   |   |   |   |   |   |   |   | 7 |
| 6 |   |   |   |   |   |   |   |   | 6 |
| 5 |   |   |   |   |   |   |   |   | 5 |
| 4 |   |   |   |   |   |   |   |   | 4 |
| 3 |   |   |   |   |   |   |   |   | 3 |
| 2 |   |   |   |   |   |   |   |   | 2 |
| 1 |   |   |   |   |   |   |   |   | 1 |
|   | a | b | c | d | e | f | g | h |   |

Ausgangsstellung des Kieseritzky-Gambits nach 5. Sf3–e5
Das Kieseritzky-Gambit ist eine Eröffnungsvariante im Schach. In der Systematik der ECO-Codes ist das Gambit unter dem Schlüssel C39 klassifiziert. Es ist nach dem deutschbaltischen Schachspieler Lionel Kieseritzky benannt.
Das Kieseritzky-Gambit ergibt sich aus dem Königsgambit, genauer aus dem Königsspringergambit, nach den Zügen:
1. e2–e4 e7–e5
2. f2–f4 e5xf4 Das angenommene Königsgambit
3. Sg1–f3 g7–g5
4. h2–h4 g5–g4
5. Sf3–e5

## Nebenvarianten
Schwarz hat zahlreiche Möglichkeiten fortzusetzen:
- 5. … h7–h5 Lange-Peitsche-Verteidigung. Der h5-Bauer deckt den g4-Bauern was als gute Verteidigung galt, sich jedoch später als schlecht herausstellte. Weiß kommt in Vorteil nach 6. Lf1–c4! (6. d2–d4 ist auch spielbar)[2]
  - 6. … Th8–h7 Der Turm verteidigt nun f7. 7. d2–d4 d7–d6 8. Se5xf7! Th7–f7 9. Lc4xf7+ Ke8xf7 10. Lc1–f4 und Weiß steht besser.
  - 6. … Sg8–h6 7. d2–d4 d7–d6 (7. … Lf8–e7? 8. Lc1xf4 Le7xh4+ 9. g2–g3 Greco–N.N. 1620) 8. Se5–d3! Hier ist es am besten, den Springer zurückzuziehen. Der schwarze Springer auf h6 steht dafür ungünstig. 8. … f4–f3 9. gxf3 war die Wahl von Paul Morphy und Adolf Anderssen.
- 5. … Dd8–e7!? Salvio-Lolli-Verteidigung. Laut John Shaw steht Schwarz ausgeglichen. 6. d2–d4 (6. Se5xg4? f7–f5! 7. Sg4–f2 fxe4 8. Sb1–c3 Blackburne–Rosenthal, Wien, 1873.)[3]
- 5. … Lf8–e7 Polerio-Verteidigung. Polerio spielte diese Verteidigung gegen 1590. Der Zug setzt auf rasche Entwicklung, verliert aber den Mehrbauern und Weiß kommt in Vorteil.[4] David Bronstein versuchte diesen Zug 1992 dreimal gegen einen Computer. 6. Lf1–c4![5]
- 5. … d7–d6 Labourdonnais-Verteidigung. Mit Ausgleich laut John Shaw. 6. Se5xg4 Sg8–f6. Weiß hat den geopferten Bauern zurückgewonnen und Schwarz hat einen schwachen, doppelten, isolierten f-Bauern. In dieser Variante ist besonders die Aktivität der Figuren entscheidend und Schwarz hat die halboffene g-Linie. Hier hat Weiß die Wahl, den Springer abzutauschen mit 7. Sg4xf6+ oder zurückzuziehen mittels 7. Sg4–f2?![6]
- 5. … Sb8–c6!? Neumann-Verteidigung. 6. d2–d4! (6. Se5xg4?! d7–d5!) und Schwarz kann zwischen mehreren Zügen wählen: 6. … Sf6?!, 6. … Sxe5 oder 6. … Df6![7]
- 5. … Lf8–g7 Paulsen-Verteidigung. Sie wird selten angewandt, ist aber nicht schlecht. 6. d2–d4 (6. Se5xg4?! d7–d5! 7. Dd1–f3 und die Stellung ist ausgeglichen. (7. exd5?? Dd8–e7+ 8. Ke1–f2 Lg7–d4+ 9. Kf2–f3 Mackenzie–Louis Paulsen, London 1862))[8]
- 5. … d7–d5 Brentano-Verteidigung. 6. d2–d4!

## Hauptvariante 5. … Sg8–f6
5. … Sg8–f6! ist die moderne Verteidigung. Setzt man das Kieseritzky-Gambit mit 5. … Sg8–f6 6. Lf1–c4 d7–d5 (6. … De7!?) 7. e4xd5 Lf8–d6 8. 0–0 Ld6xe5 fort, entsteht das Rice-Gambit. Es ist benannt nach dem amerikanischen Unternehmer Isaac Rice, der Spitzenspieler dafür bezahlte, diese Variante zu untersuchen und Geldpreise bei Thementurnieren auslobte. Heutzutage wird es in der Turnierpraxis so gut wie nicht mehr gespielt, da es als inkorrekt gilt. 8. d2–d4 mit Verwicklungen wie 8. … Sf6–h5 ist durchaus spielbar. Wilhelm Steinitz wählte 9. Sb1–c3 gegen Belajef, mit weiterem 9. … Dd8–e7? (9. … 0–0 gefolgt von … Tf8–e8.) 9. Lc4–b5+? c7–c6! geschah in Dr. S. Rosanes - Adolf Anderssen.
In Boris Spasski – Bobby Fischer, Mar del Plata 1960, geschah 5. … Sg8–f6 6. d2–d4 d7–d6 7. Se5–d3 Sf6xe4 8. Lc1xf4 Lf8–g7. Darauf 9. c2–c3 ist ein Verbesserungsvorschlag Fischers. Die Niederlage in dieser Partie führte zu Fischers berühmten Aufsatz A bust to the king's gambit, in dem er den Zug 3. … d7–d6 (die nach ihm benannte Fischer-Verteidigung) als Widerlegung des Königsgambits postulierte.
Varianten nach 5. … Sg8–f6:
- 6. d2–d4?! ist die alte Hauptvariante die auch Spasski wählte gegen Fischer. Sie gilt jedoch als widerlegt[10] 6. … d7–d6 7. Se5–d3 Sb8–c6 8. c2–c3 Sf6xe4 9. Lc1xf4 d6–d5!
- 6. Lf1–c4 der typische Entwicklungszug des Läufers im Königsgambit. Läufer und Springer greifen nun f7 an. Die Hauptdrohung ist Lxf7+[11] was ein Tempo gewinnt, nicht Sxf7 was Dame und Turm aufgabelt, aber kein Tempo gewinnt. 6. … d7–d5 Ein typischer Gegenschlag im Zentrum mit Angriff auf den Läufer c4. 7. e4xd5
  - 7. … Lf8–g7 steht in Beliebtheit an zweiter Stelle ist aber ein guter Zug. Möglich sind 8. 0–0, 8. Sb1–c3 oder 8. d2–d4 nach 8. d4 ist der Bauer auf f4 angegriffen:
    - 8. … Sf6xd5 9. Sb1–c3! Nach der kurzen Rochade wäre der weiße König leicht angreifbar
    - 8. … 0–0
    - 8. … Sf6–h5 mit den beiden Hauptvarianten 9. Lc1xf4 die zu chaotischem aber unpraktikablem Spiel führt und 9. 0–0 was in der Praxis die besten Chancen bietet.[12]
      - 9. Lc1xf4
        - 9. … 0–0 führt zu Ausgleich: 10. Dd1–d2 Sb8–d7 11. Lf4–g5 Dd8–e8
        - 9. … Sh5xf4 10. 0–0

      - 9. … 0–0 Laut John Shaw der beste Zug.

  - 7. … Lf8–d6 8. d2–d4 (8. 0–0 Ld6xe5 führt zum Rice-Gambit, siehe oben. 8. Lf1–b5+? c7–c6! 9. d5xc6 0–0) 8. … 0–0